# Smrt jí sluší
Smrt jí sluší (v anglickém originále Death Becomes Her) je americký fantasy film z roku 1992. Režisérem filmu je Robert Zemeckis. Hlavní role ve filmu ztvárnili Meryl Streep, Bruce Willis, Goldie Hawn, Isabella Rossellini a Ian Ogilvy.

## Ocenění
Film získal Oscara a cenu BAFTA za nejlepší vizuální efekty. Meryl Streep byla za svou roli v tomto filmu nominována na Zlatý glóbus.

## Obsazení
| Meryl Streep        | Madeline Ashton  |
| Bruce Willis        | Ernest Menville  |
| Goldie Hawn         | Helen Sharp      |
| Isabella Rossellini | Lisle von Rhoman |
| Ian Ogilvy          | Chagall          |
| Adam Storke         | Dakota           |
| Nancy Fish          | Rose             |
| Alaina Reed Hall    | psycholog        |
| Sydney Pollack      | doktor           |